# 富良野盆地

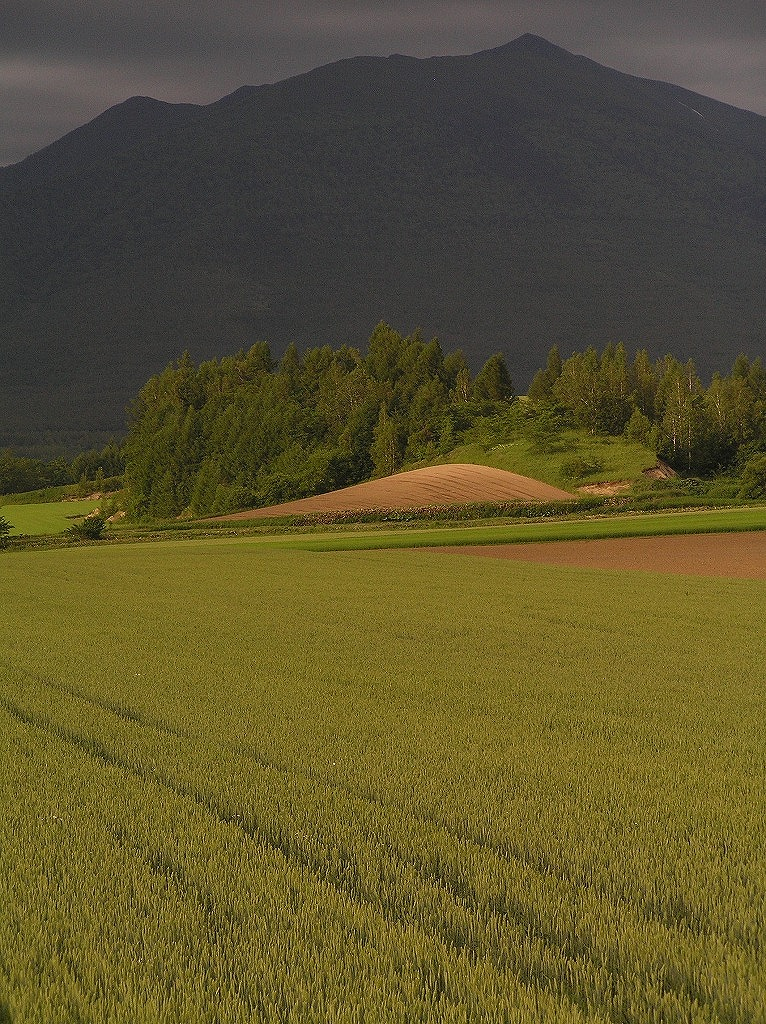
富良野盆地の小麦畑

富良野盆地（ふらのぼんち）は北海道中央部、上川総合振興局南部（石狩国東部）にある空知川流域の盆地。

## 特徴など
東側に十勝岳、西側に幌内山地や夕張山地、南は金山峠で占冠村との境界をなし、北部は美瑛町付近の丘陵地に囲まれた盆地。
空知川流域のであるため、本来肥沃で、畑作などを中心とし、ジャガイモ、果物、ラベンダーなどが栽培される。根室本線、富良野線、国道38号線が通じる。周辺には美しい森林が多く、北海道大学の農場をはじめ、東京大学演習林などもある。

## 市町村
美瑛町・富良野市・上富良野町・中富良野町・南富良野町
座標: 北緯43度25分 東経142度27分 / 北緯43.417度 東経142.450度